# العلاقات الإيطالية الجورجية
العلاقات الإيطالية الجورجية هي العلاقات الثنائية التي تجمع بين إيطاليا وجورجيا.

## مقارنة بين البلدين
هذه مقارنة عامة ومرجعية للدولتين:
| وجه المقارنة                                              | إيطاليا                                                  | جورجيا                          |
| --------------------------------------------------------- | -------------------------------------------------------- | ------------------------------- |
| المساحة (كم2)                                             | 301.34 ألف                                               | 69.70 ألف                       |
| عدد السكان (نسمة)                                         | 60.60 مليون                                              | 3.72 مليون                      |
| الكثافة السكانية (ن./كم²)                                 | 201.1                                                    | 53.37                           |
| العاصمة                                                   | روما، فلورنسا، تورينو                                    | تبليسي، كوتايسي                 |
| اللغة الرسمية                                             | اللغة الإيطالية                                          | اللغة الجورجية، اللغة الأبخازية |
| العملة                                                    | يورو، ليرة إيطالية                                       | لاري جورجي                      |
| الناتج المحلي الإجمالي (بليون دولار)                      | 1.93 تريليون                                             | 15.16 مليار                     |
| الناتج المحلي الإجمالي (تعادل القوة الشرائية) بليون دولار | 2.26 تريليون                                             | 35.68 مليار                     |
| الناتج المحلي الإجمالي الاسمي للفرد دولار أمريكي          | 29.96 ألف                                                | 3.79 ألف                        |
| الناتج المحلي الإجمالي للفرد دولار أمريكي                 | 35.46 ألف                                                |                                 |
| مؤشر التنمية البشرية                                      | 0.873                                                    | 0.754                           |
| رمز المكالمات الدولي                                      | +39                                                      | +995                            |
| رمز الإنترنت                                              | .it                                                      | .ge، .გე ‏                       |
| المنطقة الزمنية                                           | توقيت وسط أوروبا، ت ع م+01:00، ت ع م+02:00، أوروبا/روما ‏ | ت ع م+04:00                     |

## مدن متوأمة
في ما يلي قائمة باتفاقيات التوأمة بين مدن إيطالية وجورجية:
- ترتبط فيرونا مع باطوم باتفاقية توأمة منذ 1973.[15][15][15][15]
- ترتبط باليرمو مع تبليسي باتفاقية توأمة منذ 2005.
- ترتبط باري مع باطوم باتفاقية توأمة منذ 2007.[16][16]
- ترتبط كالاسيتا مع New Athos [الإنجليزية]‏ باتفاقية توأمة.
- ترتبط سان جيمنيانو مع Mestia [الإنجليزية]‏ باتفاقية توأمة.

## منظمات دولية مشتركة
يشترك البلدان في عضوية مجموعة من المنظمات الدولية، منها:
| علم المنظمة | اسم المنظمة                             | تاريخ انضمام إيطاليا | تاريخ انضمام جورجيا |
| ----------- | --------------------------------------- | -------------------- | ------------------- |
|             | المنظمة العالمية للملكية الفكرية        | ?                    | ?                   |
|             | مجلس أوروبا                             | 5 مايو 1949          | 27 أبريل 1999       |
|             | منظمة السياحة العالمية                  | ?                    | 1993                |
|             | منظمة التجارة العالمية                  | 1995                 | 14 يونيو 2000       |
|             | المنظمة الأوروبية لسلامة الملاحة الجوية | 1996                 | 2012                |
|             | الاتحاد البريدي العالمي                 | ?                    | ?                   |
|             | منظمة الصحة العالمية                    | ?                    | 16 مايو 1992        |
|             | اتفاقية السماوات المفتوحة               | ?                    | ?                   |
|             | يونسكو                                  | ?                    | 7 أكتوبر 1992       |
|             | الفريق المعني برصد الأرض                | ?                    | ?                   |
|             | مؤسسة التمويل الدولية                   | 27 ديسمبر 1956       | 29 يونيو 1995       |
|             | مؤسسة التنمية الدولية                   | 24 سبتمبر 1960       | 31 أغسطس 1993       |
|             | منظمة الأمن والتعاون في أوروبا          | 25 يونيو 1973        | 24 مارس 1992        |
|             | الاتحاد الدولي للاتصالات                | 1866                 | 7 يناير 1993        |
|             | الأمم المتحدة                           | 14 ديسمبر 1955       | 31 يوليو 1992       |
|             | البنك الدولي للإنشاء والتعمير           | 27 مارس 1947         | 7 أغسطس 1992        |
|             | المنظمة الهيدروغرافية الدولية           | ?                    | ?                   |

## وصلات خارجية
- موقع وزارة الخارجية الإيطالية
- موقع وزارة الخارجية الجورجية